# أوزفالدو لارا
أوزفالدو لارا (ولد في 13 يوليو 1955 في هافانا في كوبا - 2 يناير 2024) هو منافس ألعاب قوى كوبي.

## وصلات خارجية
- أوزفالدو لارا على موقع الاتحاد الدولي لألعاب القوى (الإنجليزية)
- أوزفالدو لارا على موقع أوليمبيديا (الإنجليزية)